# L'Autre Sœur
Pour plus de détails, voir Fiche technique et Distribution.
L'Autre Sœur (The Other Sister) est une comédie romantique américaine réalisée par Garry Marshall et sortie en 1999. Le film, mené par Juliette Lewis, Diane Keaton, Tom Skerritt et Giovanni Ribisi, a été tourné à Long Beach, Pasadena et San Francisco, en Californie.

## Synopsis
À vingt-deux ans, Carla Tate (Juliette Lewis) est une jeune femme avec une déficience intellectuelle. Après avoir passé plusieurs années dans un pensionnat privé, elle rentre enfin à la maison retrouver ses riches parents dans le nord de la Californie. Mais la famille n'arrive pas à faire face à son handicap. Carla doit alors tenir tête à sa mère surprotectrice, Elizabeth (Diane Keaton), tout en rêvant de son indépendance amoureuse avec Daniel (Giovanni Ribisi). Arrivera-t-elle à assumer ses responsabilités ?

## Fiche technique
- Titre original : The Other Sister
- Titre francophone : L'Autre Sœur
- Réalisation : Garry Marshall
- Scénario : Alexandra Rose, Blair Richwood, Garry Marshall et Bob Brunner
- Production : Mario Iscovich, Alexandra Rose (de), David Hoberman (producteur délégué), Karen Stirgwolt (productrice associée) et Ellen H. Schwartz (coproductrice)
- Société de distribution : Mandeville Films et Touchstone Pictures
- Compositrice : Rachel Portman
- Photographie : Dante Spinotti
- Montage : Bruce Green
- Décors : Jay Hart
- Costumes : Gary Jones (en)
- Durée : 129 minutes
- Pays de production :  États-Unis
- Langue originale : anglais
- Formats : Couleur - 35 mm - 2.35:1 - DTS
- Genre : Comédie romantique
- Dates de sortie :
  - États-Unis : 26 février 1999
  - Belgique : 12 mai 1999
  - France : 2000 (vidéofilm)

## Distribution
Légende : Version Française = VF[réf. nécessaire] et Version Québécoise = VQ
- Juliette Lewis (VF: Elodie Ben ; VQ : Violette Chauveau) : Carla Tate
- Diane Keaton (VF : Béatrice Delfe ; VQ : Élizabeth Lesieur) : Elizabeth Tate
- Tom Skerritt (VQ : Hubert Fielden) : Dr Radley Tate
- Giovanni Ribisi (VQ : Hugolin Chevrette) : Daniel McMann
- Poppy Montgomery (VQ : Christine Bellier) : Caroline Tate
- Sarah Paulson (VF : Marie-Laure Dougnac ; VQ : Lisette Dufour) : Heather Tate
- Linda Thorson (VF : Pauline Larrieu ; VQ : Diane Arcand) : Drew Evanson
- Joe Flanigan (VQ : Benoit Éthier) : Jeff Reed
- Juliet Mills (VQ : Madeleine Arsenault) : Winnie, la domestique
- Tracy Reiner : Michelle
- Hope Alexander-Willis : Marge
- Harvey Miller (VQ : Yvon Thiboutot) : Dr Johnson
- Héctor Elizondo (VF : Jean-Pierre Leroux ; VQ : Luis de Cespedes) : Ernie
- Frank Campanella : William, invité au mariage

## Bande originale
La bande originale du film, intitulée The Other Sister: Music from the Motion Picture, a été distribuée le 23 février 1999. La chanson phare de l'album, et par conséquent celle du film, est The Animal Song de Savage Garden. Le clip de ce titre contient quelques scènes tirée de L'Autre Sœur. L'album a par ailleurs atteint la 109e place au classement du Billboard 200 cette année-là.

## Source d'inspiration
Gabrielle, le long-métrage réalisé en 2013 par Louise Archambault avec dans le rôle-titre l'artiste porteuse du syndrome de Willliams et Beuren Gabrielle Marion-Rivard, est inspiré de celui-ci.